# Гусіха
Гусі́ха (рос. Гусиха) — присілок у складі Тарногського району Вологодської області, Росія. Входить до складу Забірського сільського поселення.

## Населення
Населення — 16 осіб (2010; 50 у 2002).
Національний склад (станом на 2002 рік):
- росіяни — 100 %